# 美麗蛇綿鳚
美麗蛇綿鳚，為輻鰭魚綱鱸形目绵鳚亞目绵鳚科的其中一種，分布於東太平洋區的美國海域，屬深海底棲性魚類，棲息深度在水深1200至1830公尺，體長可達20.3公分，屬肉食性，以二枚貝及甲殼類等為食。

## 扩展阅读
維基物種上的相關：美麗蛇綿鳚